# Фридман, Юрий Александрович
Юрий Александрович Фридман (3 сентября 1932, Харьков — 7 декабря 2008, Москва) — советский и российский театральный режиссёр, детский писатель, кинорежиссёр и драматург. Является постановщиком нескольких десятков спектаклей в разных городах России и зарубежья (Москва, Омск, Томск, Оренбург, Воронеж, Тюмень, Кемерово, Ставрополь, Железногорск, Новокузнецк, Магадан, Абакан, Харьков, Варна, Казань). Неоднократный номинант и лауреат театральных фестивалей, в том числе «Золотой маски». Наибольшую известность Ю. Фридману принёс мультфильм «Приключения поросёнка Фунтика» по собственному сценарию.

## Биография
Юрий Фридман, еврей по национальности, родился в Харькове, в семье сотрудника вуза и преподавательницы музыкальной школы.
Среднее образование Фридмана было прервано годами эвакуации, однако он возобновил учёбу и даже окончил школу с отличием.
После школы, в 1950 году, по настоянию родителей, юноша поступает в Харьковский университет на факультет филологии, но через год переводится на режиссёрский факультет в театральный институт. По воспоминаниям современников, уже в те годы он выделяется ярким талантом, умением организовать, зажечь окружающих своими идеями.
После института молодой режиссёр переезжает в Москву, а затем в Омск, где несколько лет работает в ТЮЗе. С 1958 по 1961 год Фридман поставил около десятка интересных спектаклей.
В 1961 году Юрий вновь уезжает в Москву, где становится режиссёром Центрального детского театра. Здесь он работает до 1963 года.
С 1963 года Фридман становится режиссёром киностудии «Мосфильм» на договорной основе.
В 1965 году молодому режиссёру доверяют снять два короткометражных сюжета для киноальманаха «От семи до двенадцати» («Зонтик» и «Чёрный котёнок»). В 1967 году фильм получил серебряный жетон на Международном фестивале детского кино в Аргентине. На деньги от государственной премии Фридман покупает квартиру в Москве и остаётся там на постоянное жительство.
В 1966—1967 годах Фридман работает режиссёром в Театре кукол под руководством С. Образцова. Его авторству принадлежат поставленные там спектакли: «Соломенный жаворонок», «Привидение старой мельницы», «Раз, два, три», «Сказки Шантеклера».
В конце 1970-х годов Фридман вплотную приступает к сценарию о Фунтике (пьеса называлась «Четвёртый поросёнок»). Сценарий Фридман пишет под псевдонимом Сидоров совместно с поэтом Валерием Шульжиком. Впервые приключения знаменитого поросёнка были инсценированы режиссёром в родном Харькове. По воспоминаниям театрального критика А. Аничева, спектакль был выполнен совершенно в другой стилистике, чем мультфильм: криминальный сюжет был воплощён в духе ковбойского вестерна.
В 1986 году на экраны выходит «Неуловимый Фунтик», первая часть мультипликационного сериала. Затем последовало ещё три сюжета. Мультфильм стал популярным, его цитировали, авторам приходили пачки писем с просьбой написать продолжение. Творческие разногласия между соавторами воспрепятствовали этому.
С 1967 по 2000-е годы режиссёр много ездит по стране, ставит спектакли в театрах России, Украины, Болгарии, Румынии, Германии, Латвии, Литве, Грузии, Узбекистане, Казахстане. В основном, это постановки в кукольных театрах и ТЮЗах. Каждая — по-своему эксцентричная, авангардная, яркая, неповторимая.
Например, на просмотре спектакля «Месс-Менд» в Омском театре кукол всё пространство зрительного зала было превращено в арену. Зрителей разместили по бокам. Музыкально-цирковое шоу продолжалось около трёх часов. Выступали иллюзионисты, клоуны, актёры пели «живьём». При гастрольном показе в Москве, чтобы эпатировать публику, была приглашена конная милиция, которая охраняла Ленком.
Для своих спектаклей Фридман создавал поистине индивидуальную «атмосферу» с помощью ведущих авангардных сценографов и художников по костюмам. Так, в марте 2001 года в Омском ТЮЗе был поставлен рок-мюзикл С. Долгушина «Любовь к трём апельсинам» по мотивам пьесы-сказки Карло Гоцци. Спектакль поразил своей авангардной сценографией и костюмами, над которыми трудилась московская художница Александра Тумашова, известная как модельер шоу Первого канала «Ледниковый период». А в 2007 году для оформления спектакля «Чемодан чепухи» в театре «Арлекин» был приглашён знаменитый концептуалист Андрей Бартенев.
В 2004 году Юрий Александрович становится главным режиссёром томского частного многонационального антрепризного «Этнос-театра».
В 2006 году Ю. Фридмана приглашают в состав жюри тюменского фестиваля «Золотой конёк».
Полный творческих планов, Фридман умер в одной из московских клиник. Причиной смерти некоторые источники указывают внутреннее кровоизлияние, другие — сердечный приступ. Близких родственников у него не осталось, в последний путь режиссёра провожали друзья и коллеги. Прах захоронен на Алексеевском кладбище.

## Признание и награды
Спектакли Юрия Фридмана, как поставленные им лично, так и другими режиссёрами по его пьесам, неоднократно побеждали в различных российских и международных конкурсах, фестивалях.
Так, в 1995 году на II Международном фестивале театров стран Азиатско-Тихоокеанского региона, проходившем в Красноярске, был признан лучшим спектакль «Волк и семеро», поставленный Фридманом совместно с М. Садовским в Хакасском национальном театре кукол «Сказка».
Много раз Фридман (Сидоров) был номинантом премии Золотая маска. В 1998 году спектакль «Король и три его дочери», поставленный вместе с И. Уваровой в Мытищинском театре «Огниво», был назван лучшей работой фестиваля.
Весной 2007 года Юрий Александрович принимает участие в грандиозном проекте, посвящённом Году русского языка в России. Постановка «Слово о полку Игореве» в Оренбурге была удостоена диплома финалиста в номинации «Город детства», став победителем Общероссийского конкурса социальных проектов «Наш город», проведенного партией «Единая Россия».
В мае 2009 года, уже после смерти режиссёра, поставленный им в Хакасском национальном театре кукол спектакль «Кёре Сарыг и Змей» стал лауреатом Международного фестиваля театров для детей в Сербии, получив статуэтку «Маленький принц» «За лучшую режиссёрскую работу».

## Творчество

### Драматургия
Как сценарист Юрий Фридман известен рядом детских пьес, большинство из которых подписывал псевдонимом Сидоров (по девичьей фамилии матери).
Избранные произведения (в алфавитном порядке):
- Любовь к трём апельсинам (по мотивам пьесы-сказки К. Гоцци)
- Пастушка и Трубочист
- Перекати-поле (по мотивам казахского эпоса)
- Привидение старой мельницы
- Раз, два, три
- Роза и паук
- Русская соль
- Синдбад-Мореход (в соавт. с В. Шульжиком)
- Сказки Шантеклера
- Соломенный жаворонок
- Три золотых яблока (по мотивам армянского эпоса)
- Три судьбы сына фараона
- Фигаро (по произведениям П. О. Бомарше)
- Чумацкий шлях (либретто по пьесе С. Брижань)
- Я ищу свою принцессу (по мотивам сказок Х. К. Андерсена)

### Театральная режиссура

#### Омский ТЮЗ
1959 год:
- Марсиане (М. Либер)
- Пакет из Африки (Л. Гарабин)

1960 год:
- Волшебник изумрудного города (А. Волков, инсценировка Ю. Фридмана и В. Тихвинского)
- Тень над переулком (А. Милявский)
- Аладдин и волшебная лампа (Н. Гернет)

1961 год:
- Генка Пыжов — первый житель Братска (Н. Печерский)
- Кот в сапогах (П. Маляревский)
- Единственный племянник (А. Зак, И. Кузнецов)

2001 год:
- Любовь к трём апельсинам (К. Гоцци)

#### Другие города
Полной информации обо всех спектаклях, поставленных Ю. А. Фридманом в десятках городов, собрать не представляется возможным. Здесь представлены избранные работы, информация о которых доступна в интернете (в алфавитном порядке с указанием города и даты премьерного показа, если она известна):
- Cistellaria (Шкатулка) (Омск, театр кукол «Арлекин», 1997)
- Айболит-96 (Железногорск, театр «Золотой ключик»)
- Алиса для детей (Москва, Детский театр теней, 2000)
- Английская соль (Тюмень, Тюменский театр кукол, 1992)
- Арина (Омск, театр кукол «Арлекин», 1988)
- В сердцевине морей (Оренбург, Оренбургский областной театр кукол)
- Волк и семеро… (Абакан, Хакасский национальный театр кукол «Сказка»)
- Еврейское счастье (Омск, театр кукол «Арлекин», 1994)
- Золушка (Ставрополь, Ставропольский краевой театр кукол, 1983)
- Как говорят французы (Омск, театр кукол «Арлекин», 1988)
- Карлик Нос (Тюмень, Тюменский театр кукол, 1980)
- Кёре Сарыг и Змей (Абакан, Хакасский национальный театр кукол «Сказка», май 1994)
- Клад (Железногорск, театр «Золотой ключик», 2000)
- Когда кончается фарс (Томск, театр «Скоморох», октябрь 2002)
- Король и три его дочери (Мытищи, театр «Огниво», 1998)
- Крик морской чайки, повторённый трижды (Железногорск, театр «Золотой ключик», 2008)
- Любовь к трём апельсинам (Омск, ТЮЗ, апрель 2001)
- Мёртвый табор (Тюмень, Тюменский театр кукол, 1991)
- Месс-Менд (Омск, театр кукол «Арлекин», 1987)
- Пастушка и Трубочист (Оренбург, Оренбургский областной театр кукол, декабрь 2006)
- Перекати-поле (Кемерово, Кемеровский областной театр им. А. Гайдара, октябрь 2005)
- Пионовый фонарь (Воронеж, театр кукол «Шут», 2006)
- Прекрасная Элис (Новокузнецк, Новокузнецкий кукольный театр)
- Руслан и Людмила (Тюмень, Тюменский театр кукол, 1994)
- Русская соль (Томск, театр «Скоморох», 1986)
- Рыцарская сага (Новокузнецк, Новокузнецкий кукольный театр)
- Синяя Борода (Омск, театр кукол «Арлекин», 1994)
- Следствие ведёт Шерлок Холмс (Тюмень, Тюменский театр кукол, 1982)
- Счастливый чайник (Магадан, Магаданский областной театр кукол)
- Три золотых яблока (Томск, Этнос-театр, 2004)
- Три судьбы сына фараона (Омск, театр кукол «Арлекин», 2000)
- Фигаро (Мытищи, театр «Огниво»)
- Чемодан чепухи (Омск, театр кукол «Арлекин», 2007)
- Чёрный дракон (Воркута, 1969)
- Я ищу свою принцессу (Тюмень, Тюменский театр кукол, 2005)

### Кинематограф
- 1965 — «От семи до двенадцати» (новеллы «Чёрный котёнок» и «Зонтик»), режиссёр
- 1980 — «Соломенный жаворонок», автор сценария
- 1986—1988 — «Приключения поросёнка Фунтика» (четырёхсерийный мультфильм), автор сценария

## Интересные факты
- Большинство интернет-источников, сообщавших о смерти Юрия Фридмана, поместили на своих страницах фотографию главного режиссёра и директора Кишиневского государственного театра кукол «Ликуриич» Титуса Жукова, с которым он дружил и сотрудничал на протяжении долгих лет (один из поставленных им спектаклей в Кишиневе «Волшебник из страны Оз» в 2001, во время постановки которого режиссёр ещё и занимался преподавательской практикой, делясь опытом с молодым ассистентом, студентом Р. Рабий). Эта фотография сопровождает некрологи до сих пор[1].
- Преподаватель Харьковского университета Н. Логвинова вспоминает, что Юрий Александрович, будучи студентом, никогда не вёл конспектов. Зато в его тетрадях было множество набросков, в том числе рисунков поросёнка и клоуна, которые стали впоследствии героями мультфильма. Многие свои комиксы Фридман подписывал словами «Ну, погоди!» Возможно, именно он подал идею В. Котёночкину так назвать знаменитый мультфильм[1].
- Многие спектакли Юрия Фридмана идут в театрах по многу лет. Так, спектакль «Карлик Нос», поставленный в Тюменском театре кукол в 1980 году, в постоянном репертуаре и в 2009[11].
- Юрий Фридман был открытым и простодушным человеком, которого легко удивить и обидеть. Он радовался успехам других, даже если человек был ему неприятен. Однажды в Новокузнецке его до глубины души поразил режиссёрский приём Юрия Самойлова с танцующими переплетающимися руками в перчатках, изображающими волны. «Самойлов — гений. Вот только характер у него скверный», — сетовал он позднее[12].
- Друзья Фридмана вспоминают, что он был необычайно харизматичным человеком, которого преследовали неудачи. Окружающие относились к нему с пониманием и заботой. Однажды Юрий Александрович заказал в ресторане бутылку дорогого виски «на вынос» и положил её в карман пальто. К сожалению, карман оказался дырявым, и бутылка выскользнула на пол. Посетители ресторана дружно рассмеялись, наблюдая, как ошарашенный щеголевато одетый режиссёр склоняется над остатками дорогого напитка. Затем кто-то из них достал кепку и прошёл вдоль столиков, собрав для Фридмана деньги на вторую бутылку виски[1].